# Ernst Ludwig Herrfurth
Ernst Ludwig Herrfurth (né le 6 mars 1830 à Oberthau - mort le 14 février 1900 à Berlin) est un homme politique prussien.

## Biographie

### Études
Fils d'Ernst Ludwig Herrfurth, propriétaire d'un domaine, et de Wilhelmina Elisabeth Stephann, Herrfurth fait des études de droit et de caméralisme à Berlin et Iéna où il devient membre de l'association étudiante Germania Jena (de) en 1848. À partir de 1857, il est employé par le gouvernement d'Arnsberg.

### Responsabilités gouvernementales
Dix ans plus tard, il est promu au conseil d'État puis on lui propose le poste de ministre de l'Intérieur en 1873. Il se consacre alors aux domaines des assurances, du financement des communes et des statistiques. À partir de 1822, il est nommé sous-secrétaire d'État. Après que l'empereur Frédéric III d'Allemagne renvoie le conservateur Robert von Puttkamer, Herrfurth devient son successeur au poste de ministre de l'Intérieur. Sa nomination conduit à de nombreux affrontements parmi les grands de l'empire. Herrfurth conserve le poste jusqu'en 1892.
Contrairement à Bismarck, Herrfurth tente d'améliorer le droit des communes en publiant un projet de règlement pour les six provinces orientales de Prusse. Étant membre de la Chambre des représentants de Prusse à partir de 1888, il parvient à faire voter sa constitution pour les communes par le parlement le 24 avril 1891. Jusqu'à sa démission en 1892, il milite pour l'incorporation des banlieues de Berlin dans la capitale. De plus, il parvient le 10 mai 1890 en collaboration avec Emma Ihrer à faire en sorte qu'il ne soit plus interdit aux femmes de participer à des réunions organisées par et pour elles.
Il est enterré dans l'ancien cimetière de l'église des Douze-Apôtres.